# 尼姆城 (內布拉斯加州)
尼姆城（英語：Nim City）是位於美國內布拉斯加州理查森縣的非建制地區。

## 地理
尼姆城所處的海拔為高於海平面306米（即1004英呎），而該地所採用的時區為UTC-6，即北美中部时区（CST）。同時該地設有夏令時間，為UTC-6調快一小時，即UTC-5（CDT）。